# シャチブリ
シャチブリ（学名：Ateleopus japonicus）は、シャチブリ科に属する深海性の魚類の一種。インド洋および西太平洋に分布し、海底付近に生息する。上顎に歯があり、体はゼラチン質で柔らかく、腹鰭の条が長く伸びるのが特徴。底生生物を吸い込んで食べる。

## 分類と名称
1853年にオランダの魚類学者であるピーター・ブリーカーによって、佐世保湾をタイプ産地として記載された。タナベシャチブリ Ateleopus tanabensis およびムラサキシャチブリ Ateleopus purpureus は、形態学的分析およびミトコンドリアDNAの解析の結果、本種と同種であることが明らかになった。またアフリカに分布する A. natalensis も、本種と同種であることが示された。
種小名はタイプ産地である日本を指す。シャチブリのシャチとは哺乳類のシャチではなく、架空の生き物の鯱の事。その鯱に似ているという意味でシャチブリ(鯱振り)である。ウネクラゲやユウレイとも呼ばれる。

## 分布と生態
紅海から南アフリカまでのアフリカ大陸東岸からニューカレドニアまで、インド洋、西太平洋に分布する。日本では宮城県から土佐湾までの太平洋岸、新潟県以南の日本海岸、瀬戸内海、沖縄トラフに分布する。
水深140-600mに生息する底魚で、夜間には水深100mまで移動する。普通は深海の砂泥底付近を遊泳しているが、稀に浅瀬に出現する。尾を上方に反らせて遊泳しており、その名の通り鯱に似ている。主に底生の甲殻類や魚を吸い込んで捕食する。

## 形態
全長は1mに達する。頭が大きい一方で体は細長い。鱗が無く皮膚はゼラチン質で柔らかく体の色は赤褐色。尻びれが非常に長く、頭部は丸く口は下向きで、腹鰭軟条の1本が細長く伸びる。上顎に小さい歯があるが、下顎には歯が無い。仔魚は背鰭と腹鰭の鰭条が伸長し、半透明の体側と臀鰭には、橙色帯と多数の黄色味を帯びた線が入る。

## 人との関わり
基本的に食用として流通することは無いが、底曳網で混獲され、現地周辺で食べられる。主に汁物や鍋として料理される。